# 奧特韋 (北卡羅萊納州)
奧特韋（英語：Otway）是位於美國北卡羅萊納州加特利縣的非建制地區。

## 歷史
奧特韋的郵局於1902年設立，其後於1924年停運。

## 地理
奧特韋所處的海拔為高於海平面2米（即7英呎），而該地所採用的時區為UTC-5，即北美东部时区（EST）。同時該地設有夏令時間，為UTC-5調快一小時，即UTC-4（EDT）。